# Lecanora puniceofusca
Lecanora puniceofusca är en lavart som beskrevs av Bagl. Lecanora puniceofusca ingår i släktet Lecanora och familjen Lecanoraceae.   Inga underarter finns listade i Catalogue of Life.